# جين لانغتون
جين لانغتون (بالإنجليزية: Jane Langton)‏ (30 ديسمبر 1922 في الولايات المتحدة - 22 ديسمبر 2018، لينكولن في الولايات المتحدة)؛ كاتِبة مُتخصِّصة في أدب الأطفال وروائية أمريكية.